# Charles Chapman Pugh
Charles Chapman Pugh (né en 1940) est un mathématicien américain qui étudie les systèmes dynamiques. 

## Biographie
Pugh obtient son doctorat sous la direction de Philip Hartman de l'Université Johns-Hopkins en 1965, avec la thèse The Closing Lemma for Dimensions Two and Three. Il est ensuite professeur, aujourd'hui émérite, à l'Université de Californie à Berkeley.

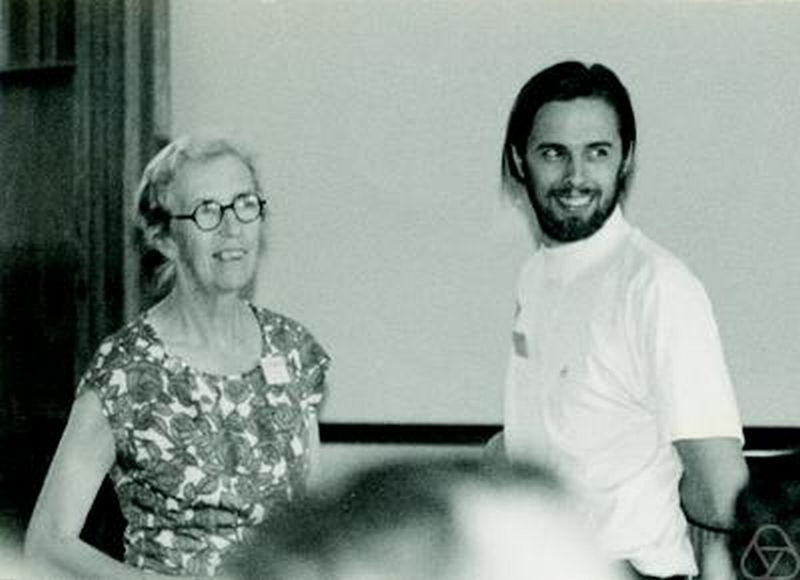
Mary Cartwright (à gauche) avec Charles Pugh, Nice, 1970

En 1967, il publie un lemme de clôture qui porte son nom dans la théorie des systèmes dynamiques,. Le lemme énonce : Soit f un difféomorphisme d'une variété compacte avec un point non errant x . Alors il y a (dans l'espace des difféomorphismes, muni des {\displaystyle C^{1}} topologie) au voisinage de f un difféomorphisme g pour lequel x est un point périodique. Autrement dit, par une petite perturbation du système dynamique d'origine, un système à trajectoire périodique peut être généré.
En 1970, il est conférencier invité au Congrès international des mathématiciens de Nice, livrant une conférence sur les variétés invariantes.